# 車輪配置 2-6-0

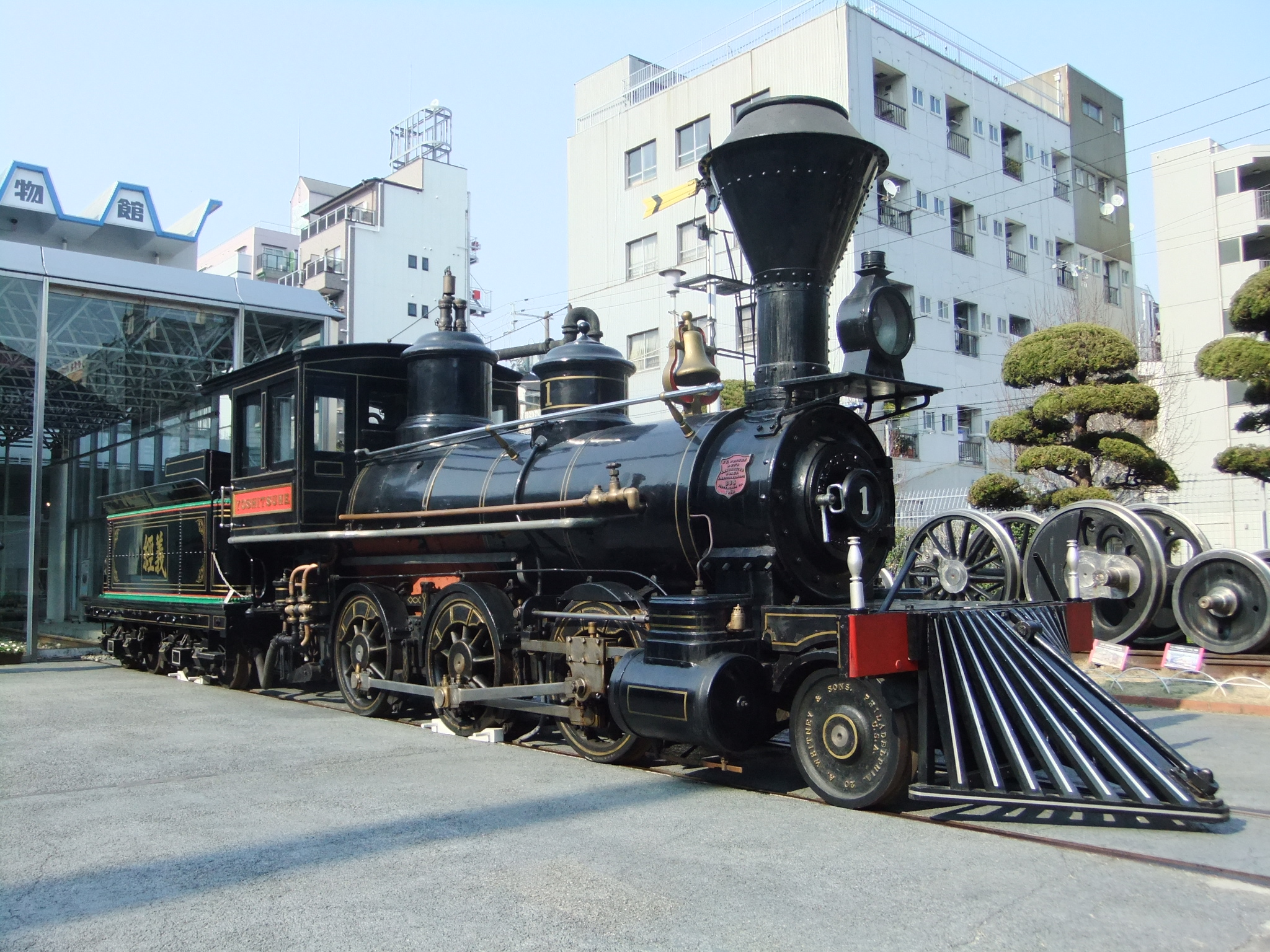
7105号「義經」

車輪配置 2-6-0 (しゃりんはいち2-6-0、ホワイト式分類)は1軸先輪・3軸動輪で構成されるものをさす。アメリカ式分類での愛称は「モーガル (Mogul)」。

## 概要
2-6-0という車輪配置は1852年にアメリカで出現しているが、この時は先輪は重量分散のための車輪で、メインフレームに直接ついた横動のないもので、先輪が台車になっている2-6-0は1860年にボールドウィンが製造した機関車が最初になる。
最初期のうちは「イコライザー系によって動輪とつながっていない1軸の先台車が脱線しやすい」という欠点があり、このため同じイコライザーなしの先輪でも2軸台車の4-6-0（テンホイラー）の方が安定性がよかったので先（1850年代）に広まっている。
この問題についてはウィリアム・ハドソンが1864年にパテントを取った「先輪と第1動輪をイコイライザーで結びボギーセンターのような1点支持にして、左右それぞれの第2・3動輪のイコイライザーで3点支持にする」という方法で安定性が増し、簡単で扱いやすい4-4-0（アメリカン）より牽引力がある貨物用機関車として主流になりかけたのだが、この方式でさらに動輪の増えた2-8-0（コンソリデーション）が1866年に誕生したことで貨物機はこちらが主流になってしまい、モーガルは牽引力では2-8-0、高速性能では4-6-0に劣るということでそれぞれの分野の主流ではなく、ローカル線などの貨客両用目的に1920年頃まで製造されていた。
逆に列車単位がさほど大きくない鉄道では汎用性が高く重宝する形式で、日本では九州鉄道の蒸気機関車256両中84両がこの形式であった例がある。

## 各国の車輪配置 2-6-0の機関車
イギリス
グレート・ウェスタン鉄道4300形蒸気機関車
 スイス
スイス国鉄G3/4形蒸気機関車
レーティッシュ鉄道G3/4形蒸気機関車
フルカ・オーバーアルプ鉄道HG3/4形蒸気機関車
 アメリカ合衆国
ウォルト・ディズニー・ワールド鉄道2号機「リリーベル号」
 日本
国鉄7100形蒸気機関車
国鉄7170形蒸気機関車
国鉄8550形蒸気機関車
国鉄8620形蒸気機関車
国鉄C50形蒸気機関車
国鉄C56形蒸気機関車
南海C10001形蒸気機関車